# Goran Stanić
Goran Stanić (mac. Горан Станиќ, ur. 8 września 1972 w Skopje) – macedoński piłkarz występujący na pozycji obrońcy, reprezentant kraju, trener piłkarski.

## Życiorys
W latach 1994–1998 występował w Wardarze Skopje. W sezonie 1994/1995 zdobył z Wardarem mistrzostwo Macedonii, a w latach 1995 oraz 1998 puchar kraju. Po okresie gry w Wardarze przeszedł do UE Lleida. Na poziomie Segunda División rozegrał łącznie 67 meczów, zdobywając jednego gola. 9 października 1999 roku zadebiutował w reprezentacji w zremisowanym 1:1 meczu z Irlandią w ramach eliminacji do Mistrzostw Europy 2000. W 2000 roku powrócił do Macedonii, początkowo wiążąc się kontraktem z Cementarnicą Skopje, a później z FK Rabotniczki. W pierwszej połowie 2003 roku grał w FK Rad, po czym rozpoczął grę w szkockich klubach. W sezonie 2003/2004 grał w Raith Rovers F.C. na poziomie First Division, a później przeszedł do Livingston F.C. W barwach tego klubu rozegrał dwadzieścia spotkań w Premier League, debiutując 21 sierpnia 2004 roku w zremisowanym 1:1 spotkaniu z Dundee United. Po zakończeniu sezonu 2004/2005 przeszedł do St. Johnstone F.C.. W kwietniu 2007 roku PFA Scotland ogłosił, że Stanić znalazł się w jedenastce sezonu First Division. W latach 2008–2010 roku był zawodnikiem East Fife F.C., po czym zakończył karierę piłkarską. W latach 2017–2020 był selekcjonerem młodzieżowych reprezentacji Macedonii Północnej.

## Statystyki ligowe
| Sezon         | Klub                   | Liga                     | Mecze | Gole |
| ------------- | ---------------------- | ------------------------ | ----- | ---- |
| 1997/1998     | Wardar Skopje          | Prwa MFL                 | 25    | 3    |
| 1998/1999     | UE Lleida              | Segunda División         | 37    | 1    |
| 1999/2000     | UE Lleida              | Segunda División         | 30    | 0    |
| 2000/2001     | Cementarnica 55 Skopje | Prwa MFL                 | 22    | 1    |
| 2001/2002     | Rabotniczki Skopje     | Prwa MFL                 | 29    | 1    |
| 2002/2003 (j) | Rabotniczki Skopje     | Prwa MFL                 | 12    | 0    |
| 2002/2003 (w) | FK Rad                 | Prva liga SR Јugoslavije | 13    | 0    |
| 2003/2004     | Raith Rovers F.C.      | First Division           | 29    | 0    |
| 2004/2005     | Livingston F.C.        | Premier League           | 20    | 0    |
| 2005/2006     | St. Johnstone F.C.     | First Division           | 35    | 1    |
| 2006/2007     | St. Johnstone F.C.     | First Division           | 36    | 0    |
| 2007/2008     | St. Johnstone F.C.     | First Division           | 29    | 0    |
| 2008/2009     | East Fife F.C.         | Second Division          | 13    | 0    |
| 2009/2010     | East Fife F.C.         | Second Division          | 0     | 0    |